# Erdődyho palác
Erdődyho palác je pozdně barokní palác ve Ventúrské ulici č. 1 v centru Bratislavy.

## Historie
Palác byl postaven pro zemského soudce Jiřího Erdődyho podle projektu architekta Matěje Walcha. Původně třípodlažní novostavba vznikla v roce 1770 na místě tří starších domů a v první polovině 20. století byla zvýšena o další dvě patra.
V roce 2003 prošel palác rozsáhlou rekonstrukcí. V současnosti se zde nachází bar a kavárna, a restaurace, jejíž součástí je i jedna z největších vinoték na Slovensku obsahující asi 400 druhů vína.
V podzemí paláce se nachází moderní disko klub, jehož součástí je funkční trafostanice, která slouží jako zdroj elektrického proudu pro bratislavské Staré Město. Součástí klubu je největší bar z litého betonu na Slovensku s délkou 15 metrů.